# Лотиньяк
Лотинья́к (фр. Lautignac, окс. Lautinhac) — коммуна во Франции, находится в регионе Юг — Пиренеи. Департамент — Верхняя Гаронна. Входит в состав кантона Рьём. Округ коммуны — Мюре.
Код INSEE коммуны — 31283.

## География

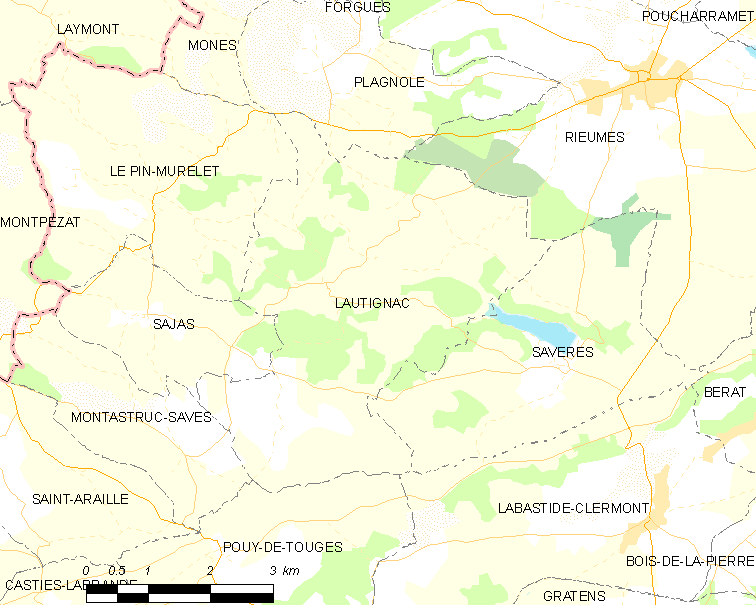
Карта коммуны

Коммуна расположена приблизительно в 620 км к югу от Парижа, в 40 км к юго-западу от Тулузы.
На юге коммуны протекает река Туш.

## Климат
Климат умеренно-океанический. Зима мягкая и снежная, весна характеризуется сильными дождями и грозами, лето сухое и жаркое, осень солнечная. Преобладают сильные юго-восточные и северо-западные ветры.

## Население
Население коммуны на 2022 год составляло 247 человек.
| 1962 | 1968 | 1975 | 1982 | 1990 | 1999 | 2010 |
| ---- | ---- | ---- | ---- | ---- | ---- | ---- |
| 222  | 205  | 171  | 191  | 201  | 220  | 286  |

## Администрация
| Период | Период | Фамилия       | Партия | Примечания |
| ------ | ------ | ------------- | ------ | ---------- |
| 1944   | 1959   | Люсьен Делаж  |        | фермер     |
| 1959   | 1983   | Жан Бушар     |        | фермер     |
| 1983   | 2001   | Жан Сулес     |        | фермер     |
| 2001   | 2014   | Ален Бушар    |        | фермер     |
| 2014   | 2020   | Жан-Люк Абади |        | фермер     |

## Экономика
В 2010 году среди 190 человек трудоспособного возраста (15—64 лет) 151 были экономически активными, 39 — неактивными (показатель активности — 79,5 %, в 1999 году было 74,3 %). Из 151 активных жителей работали 139 человек (83 мужчины и 56 женщин), безработных было 12 (4 мужчины и 8 женщин). Среди 39 неактивных 16 человек были учениками или студентами, 11 — пенсионерами, 12 были неактивными по другим причинам.

## Фотогалерея

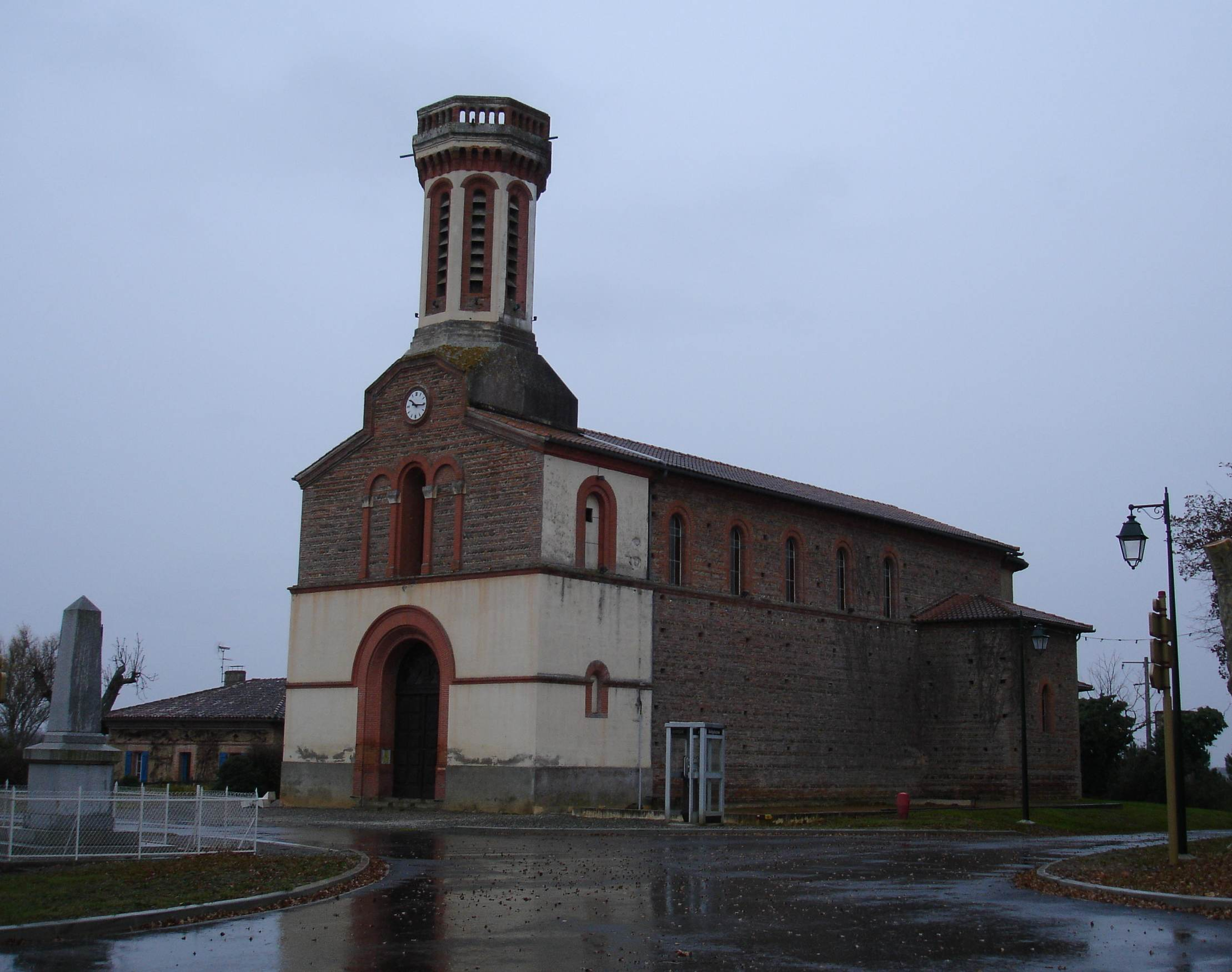
Церковь Св. Филомены
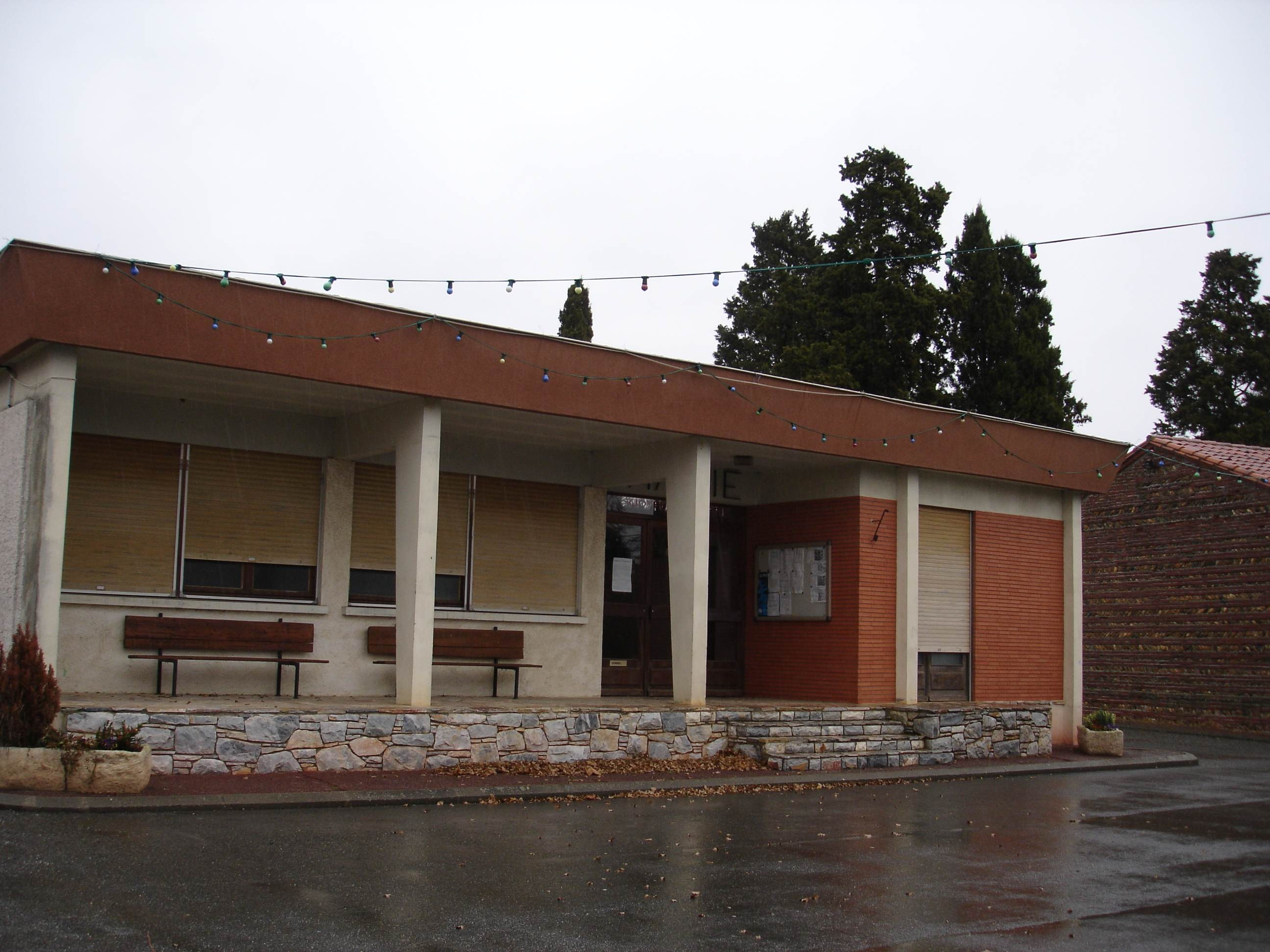
Мэрия
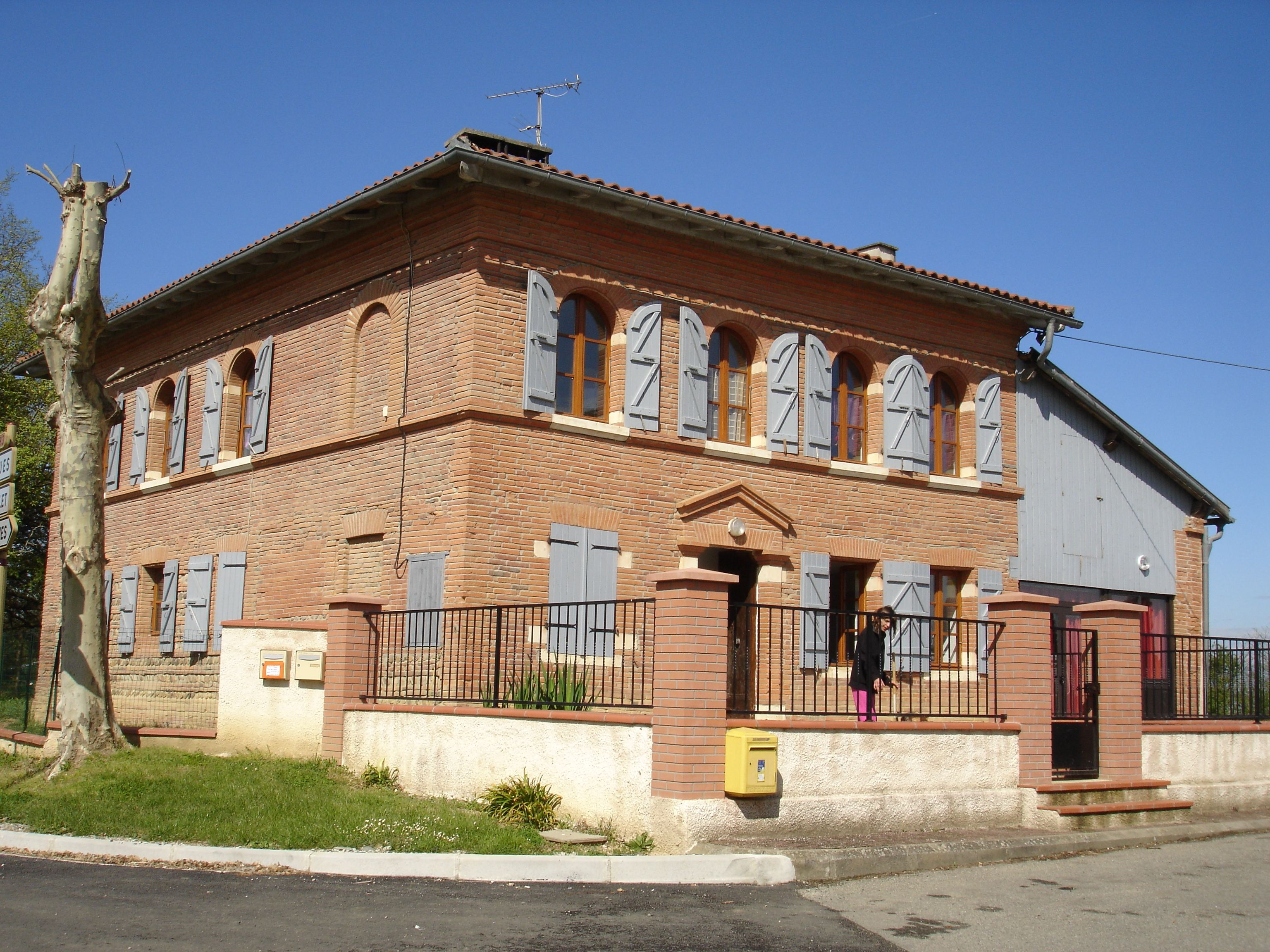
Дом священника
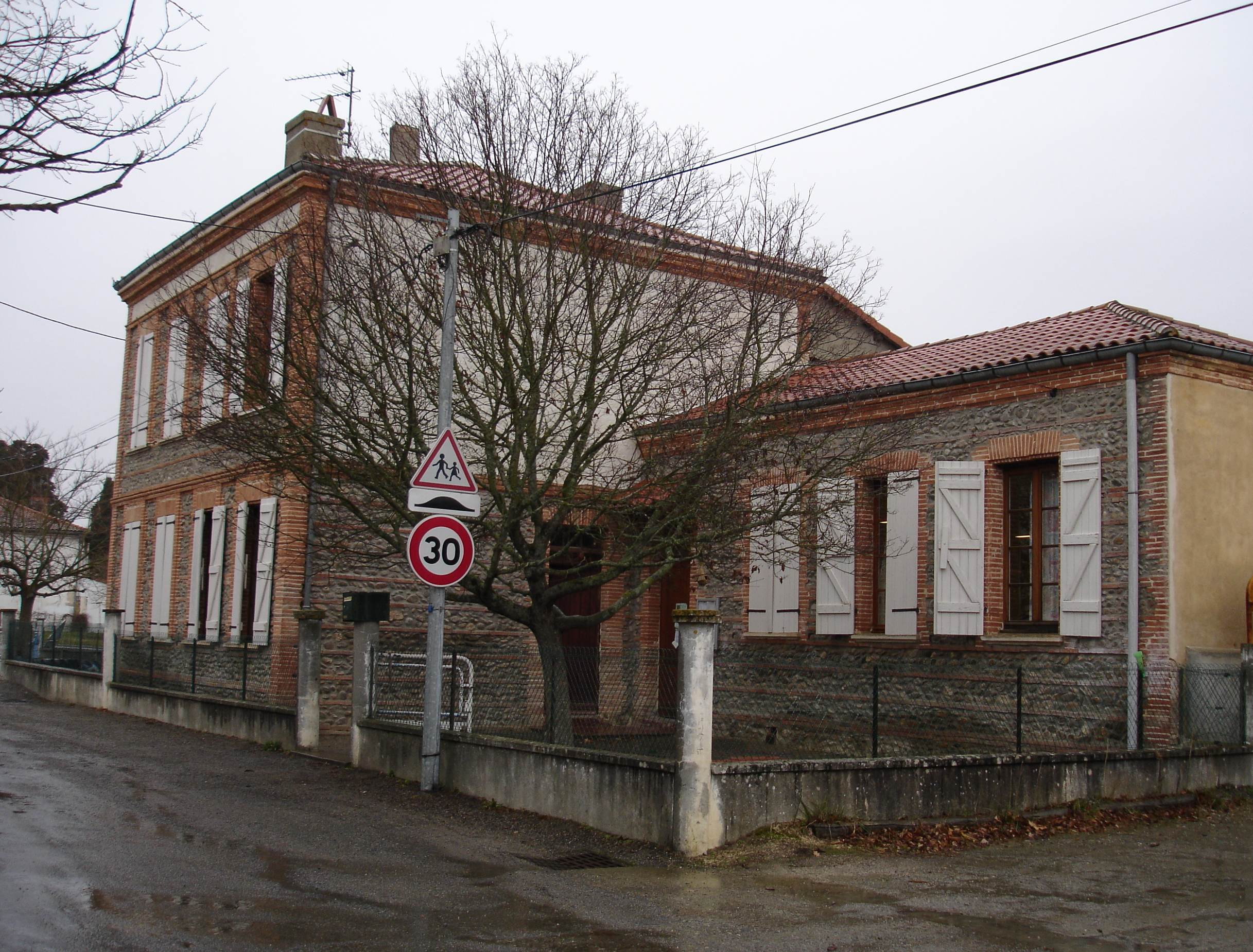
Школа

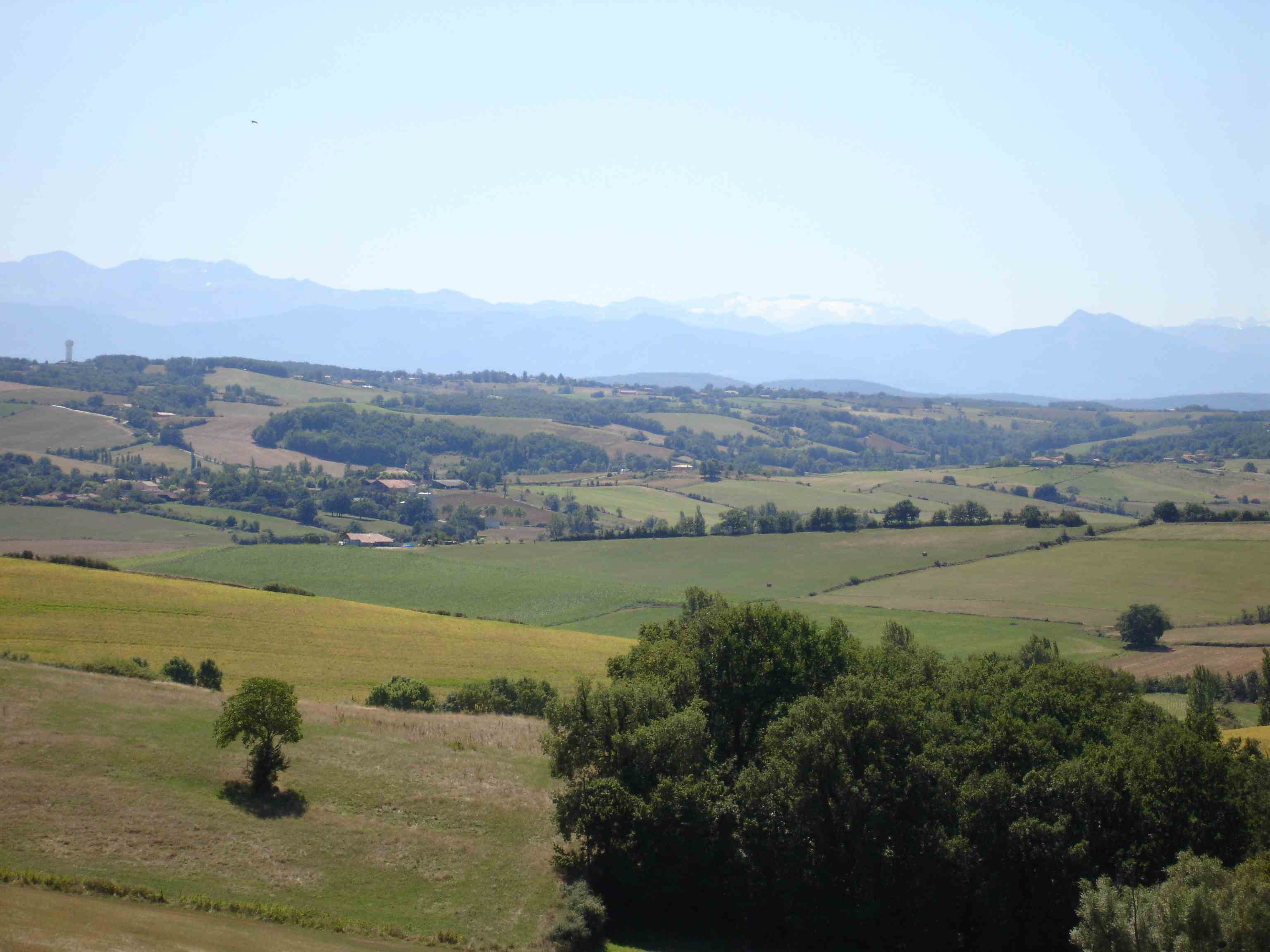
Лотиньяк
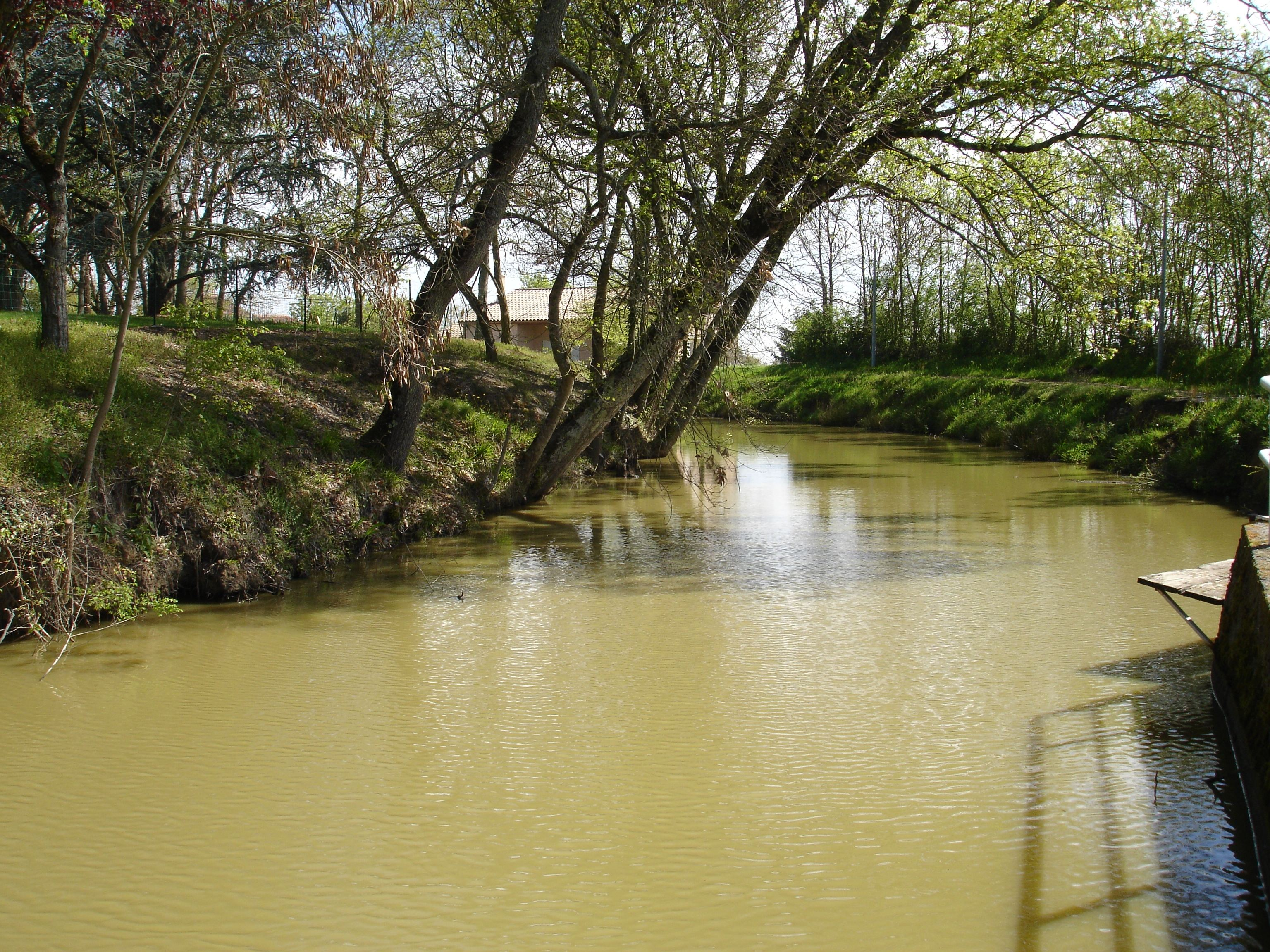
Ров XII века
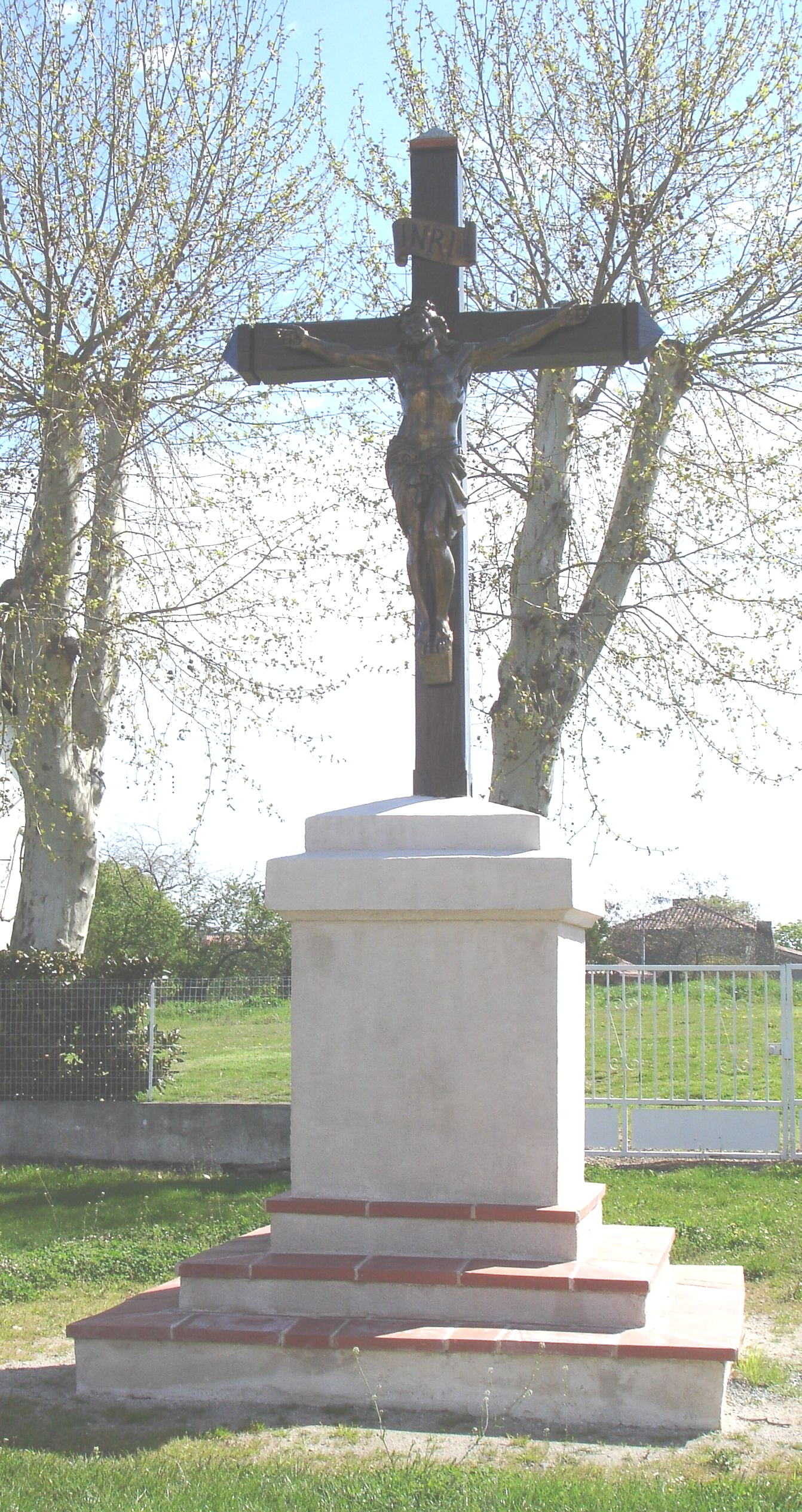
Крест
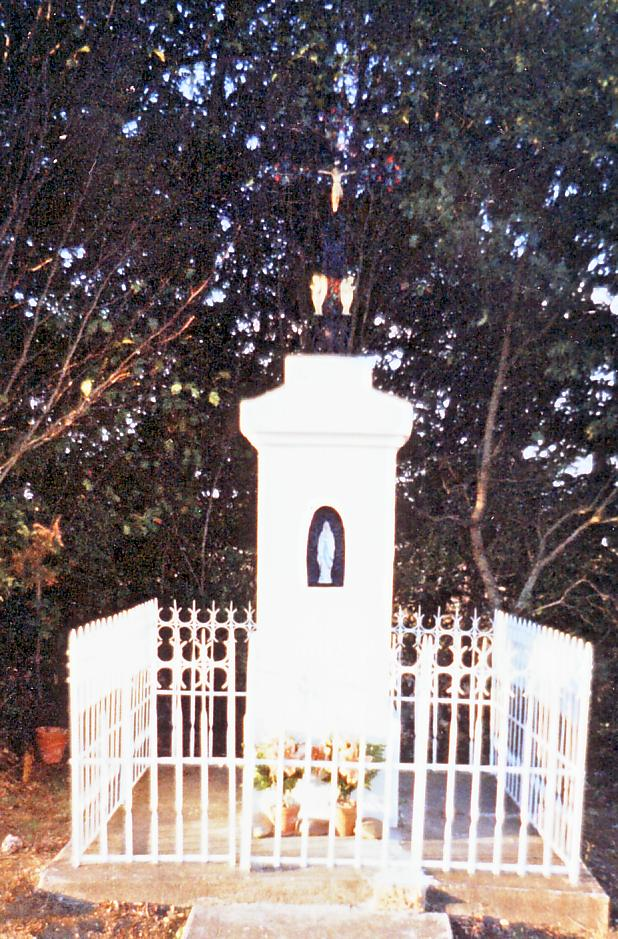
Крест
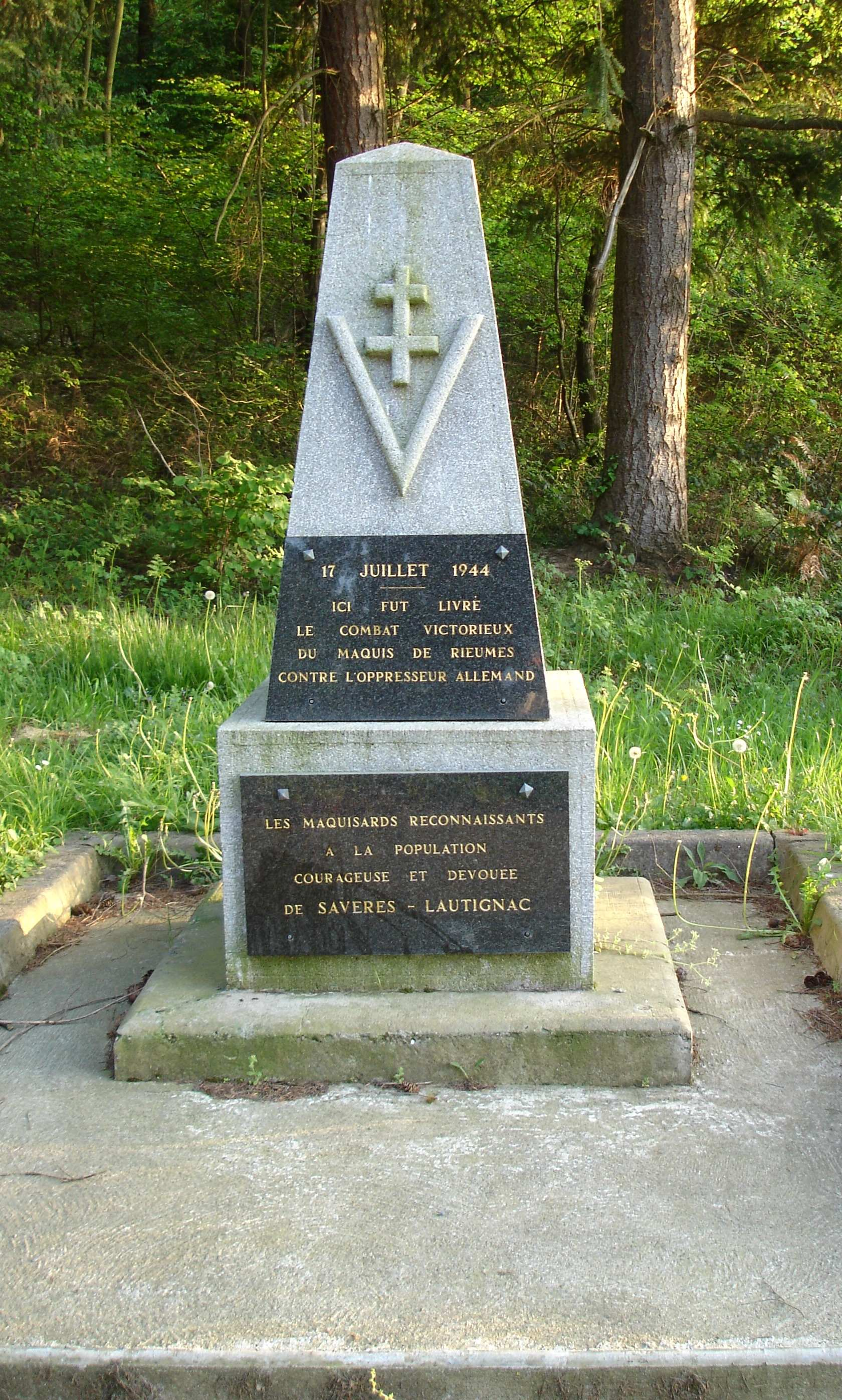
Стела
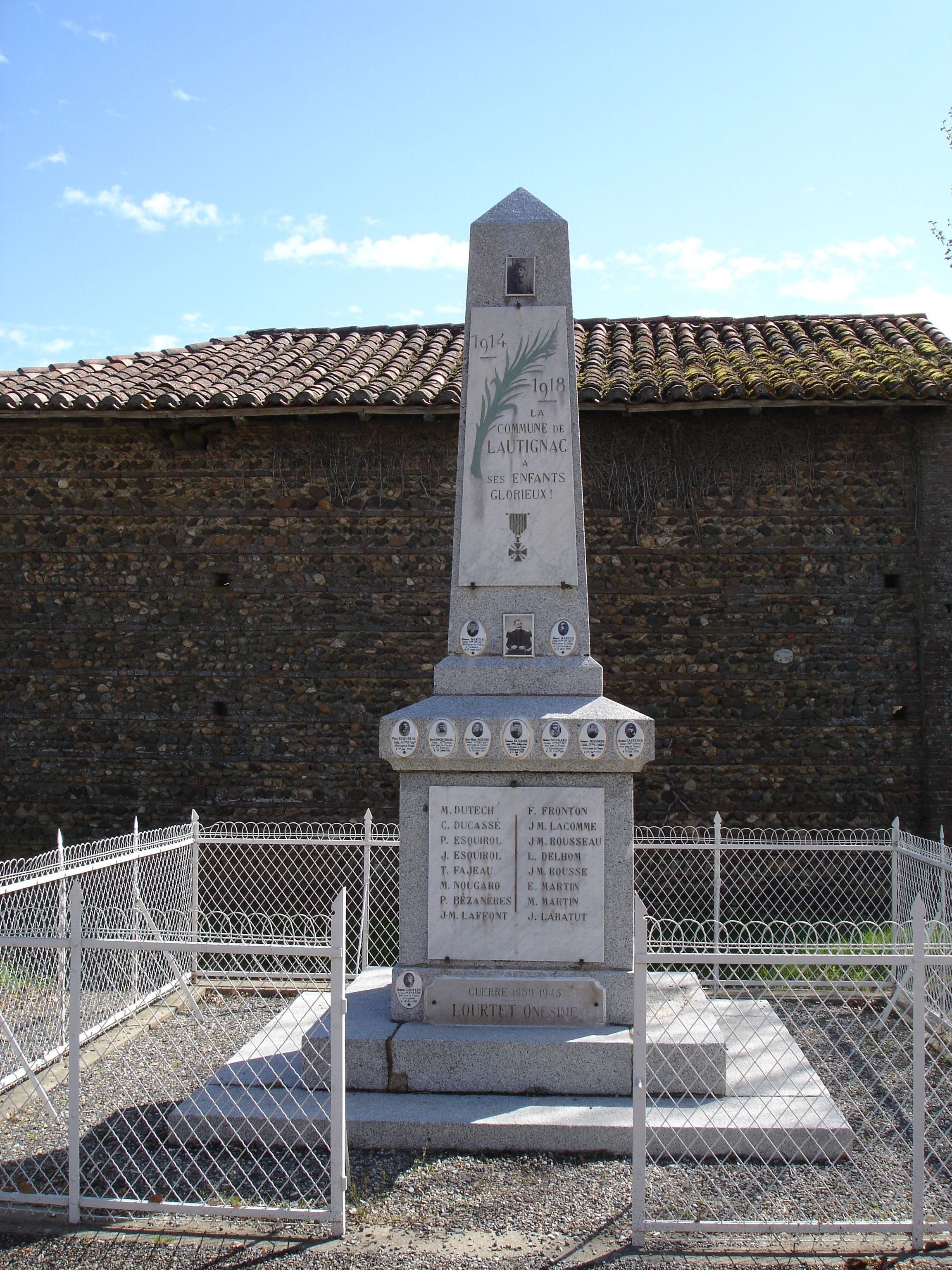
Военный мемориал